# ليبريكون (فلم)
ليبريكون (بالإنجليزية: Leprechaun) فيلم رعب من إخراج مارك جونز.، أُصدر عام 1993. الفيلم هو أحد الأفلام الأولى للممثلة جينيفر أنيستون قبل أن تحرز الشهرة في مسلسل فريندز.

## القصة
في منطقة داكوتا الشمالية، يقوم دانييل اوغرايدي بسرقة كيس يحوي قطع نقدية ذهبية من مخلوق شرير وعنيف يدعى ليبريكون، وقام بعدها بسجن المخلوق في صندوق تحرسه نبتة النفل التي تمنع المخلوق من مغادرة الصندوق. بعد عشر سنوات ينتقل جاي دي ريدنغ وابنته المدللة توري ريدنغ إلى منزل جديد في مزرعة مع مرافقة ثلاثة دهانون. يسمع أحد الدهانين يدعى اوزي المخلوق ليبريكون يتوسل للمساعدة من داخل الصندوق الموجود في القبو وبدون قصد يقوم بتحريره. فيما بعد، يكتشف اثنين من الدهانين النقود الذهبية التي سرقها اوغرايدي من المخلوق ليبريكون ويخططوا على أن يبقوه لأنفسهم.
يبدأ ليبريكون - بعد إطلاق سراحه من الصندوق- بقتل العديد من الناس (أوشك على قتل والد توري) وقام بترعيب كل من تواجد في المنزل من أجل أن يجد كيس النقود. يقوم ليبريكون بمهاجمة دانييل اوغرايدي في بيت للعجزة بتشويه وجهه، ولكن ليس قبل أن يقول دانييل لتوري أن الطريقة الوحيدة اللقضاء على ليبريكون هي عن طريق وضع ورقة من نبتة النفل على أي منطقة من جلد المخلوق. في النهاية يتمكنوا من ايجاد نبتة من هذا النوع. يقوم ليبريكون بمطاردة المجموعة داخل المزرعة ويحاول قتل اليكس. يقوم اوزي بإلهاء ليبريكون بقوله أنه أكل أحد القطع النقدية الذهبية، ويقوم بأخذ ورقة النبتة من توري ولصقها على قطعة من علكة ويقذفها إلى فم المخلوق.
بعد ذلك يقوموا برمي ليبريكون إلى بئر ويقوموا بإشعالها بواسطة وقود. عندها تأتي الشرطة. في المشهد الأخير يمكن سماع صوت المخلوق ليبريكون يأتي من البئر حيث يقول «لن ارتاح حتى احصل على ذهبي. اللعنة على هذه البئر التي سوف ترقد فيها روحي حتى اجد السحر الذي سوف يخلصني».

## إيرادات شباك التذاكر
حقق الفيلم إيرادات مالية بقيمة 8,556,940$ في الولايات المتحدة الاميركية والذي يعد نجاح نسبياً نظراً أن الميزانية التي استخدمت في إنتاج الفيلم هي 900,000$.

## تقييم النقاد
حاز الفيلم على تقييم متوسط من قبل النقاد.، رغم ذلك حقق نجاحاً مادياً في شباك التذاكر.

## طاقم التمثيل
- راويك ديفيز - ليبريكون
- جينيفر أنيستون - توري ريدنغ
- كين اولانط - ناثان مورفي
- مارك هولتون - اوزي
- روبرت غورمان - اليكس مورفي
- ويليام نيومان - الشريف كرونين